# Theobald von Bethmann Hollweg
Theobald Theodor Friedrich Alfred von Bethmann Hollweg (Hohenfinow, Prusia, 29 de noviembre de 1856-Ibíd., Alemania 1 de enero de 1921) fue un político alemán que sirvió como canciller del Imperio alemán desde 1909 a 1917, con la última mitad de su mandato cubriendo gran parte de la Primera Guerra Mundial.

## Biografía
Bethmann Hollweg provenía de una familia de la aristocracia prusiana, y como tantos otros jóvenes de su clase, se graduó en Derecho por las universidades de Estrasburgo y Leipzig e hizo carrera en el inmenso funcionariado prusiano (que tendía a confundirse con el del Imperio alemán) a partir de 1882.
Entró en la política propiamente dicha en 1899, cuando fue nombrado presidente de la provincia prusiana de Brandeburgo. Luego sirvió como ministro de Interior de Prusia de 1905 a 1907 y como ministro de Interior del Imperio desde 1907. En 1909, el emperador Guillermo II le nombró canciller del Imperio en sustitución de Bernhard von Bülow. 

### Canciller
Desde el principio, Bethmann Hollweg procuró llevar a cabo una política de distensión con Gran Bretaña, intentando detener la carrera armamentística entre los dos países al advertir el creciente déficit que ello generaba para el Imperio alemán. El canciller fracasó en este propósito, en gran parte por la oposición de los altos jefes militares y especialmente de los mandos de la Kaiserliche Marine, como el almirante Alfred von Tirpitz, ávido de competir con el poderío de la Royal Navy (lo cual implicaba rivalizar directamente con un pilar esencial del Imperio británico) y que había convencido al propio emperador Guillermo II sobre la utilidad de mantener la «competencia naval» pese a que el Imperio colonial alemán era mucho más pequeño que el británico. 
No obstante, Bethmann-Hollweg sí mantuvo una política firme de alianza con Austria-Hungría y de constante frialdad hacia Rusia, siguiendo en ello los deseos del káiser. En la política interior, intentó llevar a cabo una política «diagonal», tratando de mantenerse entre dos aguas entre las diversas facciones políticas de entonces, algo en lo que también fracasó, ganándose fama de hombre sin personalidad y fácil de influir, pues sus fluctuaciones políticas le ganaban rápidamente la sucesiva adhesión y repulsa de liberales y convervadores. Para los nacionalistas derechistas era un «peligroso liberal», pero para los demócratas y liberales alemanes era un «ultraconservador poco fiable». 
Después del asesinato del heredero del Imperio austrohúngaro Francisco Fernando en la ciudad de Sarajevo (junio de 1914), Bethmann empujó a Austria a declarar la guerra a Serbia, garantizándole su apoyo incondicional, algo que irritó al káiser, que le dijo, cuando lo que parecía iba a ser un pequeño conflicto local que amenazaba con convertirse en una guerra a gran escala: «Usted ha cocinado este plato, ahora le toca comérselo». 
Muy a su pesar, la política de apaciguamiento hacia Gran Bretaña fracasó cuando los generales del Reichsheer iniciaron la invasión de Bélgica conforme al plan del propio káiser. Además los políticos británicos reaccionaron muy mal cuando el mismo Bethmann-Hollweg calificó entonces al tratado de 1839, que garantizaba la neutralidad de dicho país, como «un pedazo de papel».

### Gran Guerra
Durante la guerra intentó mantener al margen a Estados Unidos, y de hecho, logró impedir en varias ocasiones la entrada de dicho país en la guerra. En particular, tras el hundimiento del buque de pasajeros británico RMS Lusitania, en el que viajaban numerosos norteamericanos, consiguió que el presidente Wilson no considerase aquello como un casus belli, ya que Bethmann-Hollweg conocía el poderío industrial estadounidense y deseaba mantenerlo neutral antes que como apoyo de la Triple Entente. 
Sin embargo, las previsiones del canciller sobre una «guerra corta y fácil» quedaron desmentidas muy pronto por la realidad, y ello forzó a que el káiser Guillermo aceptara que los jefes del ejército asumieran mayor poder político que su propio canciller. Así, a principios de 1917 los mandos militares alemanes, con el mariscal Hindenburg, el general Erich Ludendorff y el almirante Tirpitz a la cabeza, dirigían en la práctica la política interior alemana y decretaron el uso de la guerra submarina sin restricciones a la que Bethmann intentó oponerse en vano. 
Con esto, el esfuerzo del canciller fracasó estrepitosamente: en la primavera de dicho año cuando el presidente estadounidense Woodrow Wilson, con apoyo casi unánime del Congreso, acordaba la entrada en la guerra de los EE. UU. y ponía en la balanza el poder industrial estadounidense al servicio de la Entente. En el verano del mismo 1917, totalmente desacreditado y ya sin ninguna influencia efectiva sobre la política interna, Bethmann-Hollweg hubo de dimitir tras una resolución del Reichstag en la que pedía negociar la paz, siendo sustituido por Georg Michaelis.

### Últimos años
Tras el fin de la Primera Guerra Mundial, Bethmann-Hollweg intentó que las potencias aliadas le juzgaran a él en vez de al depuesto káiser Guillermo II, pero sin éxito. Tras un corto espacio de tiempo en el que intentó apoyar a movimientos monárquicos que pretendían la restauración de los Hohenzollern en Prusia y de los Habsburgo en Austria, se retiró definitivamente de la vida pública y se dedicó a escribir unas memorias sobre su actuación durante la guerra (Reflexiones sobre la guerra mundial). Falleció de una neumonía aguda en su finca de Hohenfinow el 1 de enero de 1921.